# Власть страха
«Власть страха» (англ. The Bone Collector; в переводе — «Сборщик костей», «Собиратель костей») — криминальная драма по мотивам романа Джеффри Дивера, первого из серии его детективных романов о Линкольне Райме.

## Сюжет
Линкольн Райм (Дензел Вашингтон) — профессиональный следователь, автор множества книг и учебников по криминалистике, оказался прикованным к постели в результате падения на него тяжёлого предмета в ходе одной из криминалистических операций, его тело полностью парализовано, кроме головы, шеи и одного пальца на левой руке, которым он управляет персональным компьютером. Жизнь Райма теперь зависит от системы жизнеобеспечения и медсестры Телмы. Линкольн отчаялся выздороветь, очередной приступ дисрефлексии может вот-вот превратить его организм в «овощ», он мечтает об эвтаназии и уже договорился об этом с врачом.
Молодой инспектор по делам несовершеннолетних Амелия Донахи (Анджелина Джоли) находит труп мужчины, заживо похороненного вблизи железнодорожных путей Нью-Йорка времён гражданской войны. Им оказывается строительный магнат Алан Рубин, на пальце трупа срезана кожа и оставлено кольцо его жены, которая также пропала. Донахи проявляет инициативу по сохранению места преступления и его улик в неприкосновенности. В итоге она оказывается у Райма вместе с его бывшими коллегами.
Обнаруженные на месте преступления улики позволяют найти супругу Рубина в подземной части финансового района Нью-Йорка. Однако она погибает во время спуска пара, будучи закованной у трубы в старинные кандалы. С тела жертвы, как и в предыдущий раз, срезаны часть кожи и кусочек кости, оставлен клочок бумаги, Линкольн предполагает, что преступник связан с криминалистикой, а изучив архивы, находит несколько аналогичных преступлений, совершённых в городе за последние несколько лет. Таким образом преступник сознательно идёт на контакт с полицией, оставляя зацепки в местах убийств.
Убийца похищает студента и оставляет его в заброшенной скотобойне, предварительно вырезав часть кости и приманив крыс кровью. Амелия и Линкольн с помощью оставленных подсказок находят место преступления, но жертва уже мертва. Капитан Говард Чейни с неодобрением относится к роли Райма в этом расследовании, чиня бюрократические препоны.
Изучив бумажные отрывки, герои угадывают в нём эмблему издания книг начала XX века. Амелия находит в библиотеке детектив «Собиратель костей», в котором подробно описаны и проиллюстрированы гравюрами каждое из совершённых убийств. С помощью находки они обнаруживают новых жертв маньяка: дед с внучкой были привязаны к пирсу во время подъёма воды, удаётся спасти только девочку. На месте преступления Амелия находит кусок кости, старый полицейский значок и карту метро. Изучив её, она приходит на заброшенную станцию метро, где нарисован ряд цифр. В них она отгадывает номер полицейского жетона Райма.
Убийца приходит домой к Линкольну и убивает Телму и Чейни. Преступником оказывается медицинский специалист Ричард Томпсон, ежедневно следящий за работой медицинского оборудования Райма. Однако его настоящее имя — Маркус Эндрюс, он бывший судебный криминалист, благодаря показаниям Райма осуждённый на шесть лет тюремного заключения за подделку анализов и улик. Выйдя на свободу, он начал мстить криминалисту. 
Эндрюс заявляет, что в прошедших смертях есть доля вины Линкольна, не сумевшего вовремя разгадать подсказки. Маркус решает отключить аппарат жизнеобеспечения полицейского, но тому удаётся повредить правую руку злоумышленника, опустив на неё кровать. Оба оказываются на полу, Эндрюс пытается заколоть Райма скальпелем, но вовремя появившаяся Амелия успевает застрелить преступника.
В квартире Линкольна на Рождество собираются друзья и коллеги, приезжает его сестра с семьёй.

## В ролях
| Актёр            | Роль                   |
| ---------------- | ---------------------- |
| Дензел Вашингтон | Линкольн Райм          |
| Анджелина Джоли  | Амелия Донахи          |
| Куин Латифа      | Телма                  |
| Майкл Рукер      | капитан Говард Чейни   |
| Луис Гусман      | Эдди Ортис             |
| Лиленд Орсер     | Ричард Томпсон         |
| Эд О’Нилл        | детектив Поли Селлитто |
| Бобби Каннавале  | Стив                   |

## Отзывы
Киновед С. В. Кудрявцев отмечает, что «две самые удивительные неувязки связаны» с тем, что 
Во-первых, такой ас криминалистики, как Райм, знающий наизусть всё, что было даже сто лет назад, просто не мог не ведать о старом криминальном сборнике под названием «Собиратель костей», которым руководствуется убийца. Во-вторых, желая направить подозрения зрителей по ложному следу, авторы в самом конце переусердствовали, бросив этого главного подозреваемого буквально на улице, словно ставшую уже ненужной фальшивую улику.
 В то же время Кудрявцев отмечает, что 
Но, в принципе, фильм смотрится не без интереса, пусть и заимствует немало из образцов жанра умного психопатологического триллера — допустим, из лент «Молчание ягнят» и «Семь». И, между прочим, он в какой-то степени возвращает детективной интриге подзабытое понятие «шерлокхолмсовской дедукции», когда можно «раскрутить дело», даже не выходя за порог своей комнаты, если имеешь под рукой детальную информацию о случившемся преступлении, а в партнёрах-помощниках — некоего неофита в криминалистике, подобного доктору Ватсону. И поэтому досадным перебором в угоду зрительским вкусам следует считать непременное желание создателей «Собирателя костей» дополнить криминальное повествование утепляющей лирической линией во взаимоотношениях двух сыщиков различного пола и цвета кожи да ещё с немалой разницей в возрасте.
На основании 85 отзывов на Rotten Tomatoes фильм получил рейтинг 28 % набрал 4,2 из 10 баллов.
На основании 33 отзывов на Metacritic фильм получил 45 из 100.

Кинокритик Эндрю Саррис отмечает, что фильм 
преподносит себя, как внешне изящный, часто ужасающий триллер, который пытается сделать такси Манхэттана таким же опасным, как принимать душ в мотеле «Психоза» (1960) Альфреда Хичкока […] Фильм выглядит и развивается лучше, чем это можно понять из подробной печатной аннотации. Запутанные ряды меняющихся точек зрения наделяют каждое вхождение ослепительным разнообразием созерцательных отзывов, которые возвышают и облагораживают символы без нужды в дурацком краснобайстве. Метафоры шахмат и составных картинок-загадок используются как в диалогах, так и в мизансцене. Нью-Йорк оживает, как светящаяся абстракция, невозмутимо возвышающаяся над порой безумными зверствами, сокрытыми в его дальних глубинах. Однако, в конце  «Сборщик костей» разваливается на части из-за неуместно оптимистичного празднования Рождества, подводящего черту тревожно пессимистическому и патологическому сплетению событий.Оригинальный текст (англ.)manifests itself as a visually elegant, often gruesome thriller that tries to make hailing a cab in Manhattan seem as dangerous as taking a shower in a motel was in Alfred Hitchcock's Psycho (1960). [...] The movie looks and plays better than it might seem from a detailed print plot synopsis. The intricate series of shifting viewpoints endows every occurrence with a dazzling variety of contemplative reactions that enhance and ennoble the characters without the need for fatuous rhetoric. The metaphors of chess and jigsaw puzzles are invoked and exploited both in the dialogue and in the mise en scène. New York comes alive as a luminous abstraction that towers imperturbably over the occasionally insane atrocities buried in its lower depths. The Bone Collector falls apart at the end, however, with an inappropriately optimistic Christmas-cheer wrap-up of a disturbingly pessimistic and pathological package.

Кинокритик Лиза Шварцбаум считает:
До станового хребта изящно сделанный триллер, навеянный барочными пытками из «Семь» и «Молчание ягнят». Дензел Вашингтон вдохнул актёрскую страсть в исчерпанный жанр, как парализованный детектив, который направляет поиск одержимого серийного убийцы из своей кровати; Вашингтон выбивает показные перепады настроения у Анджелины Джоли, как у своего обидчивого, подвижного напарника.Оригинальный текст (англ.)A skeleton-thin, glamorously produced thriller for an audience aroused by the baroque tortures in Seven and The Silence of the Lambs. Denzel Washington breathes actorly passion into an exhausted genre as a paralyzed detective who directs the search for a fetishistic serial killer from his bed; Washington also buffets the theatrical mood swings of Angelina Jolie as his tetchy, ambulatory partner.

Журналист Эрик С. Арнольд в Newsweek пишет, что: 
Мрачный, моросящий, песчаный «Сборщик костей» очень напоминает содержание «Семь». Знакома также напарничество копа-ветерана и новичка в поимке серийного убийцы — того, кто в данном случае совершает свои преступления по старому роману. Тем не менее «Сборщик костей» представляет этот стандарт, очень утомительную голливудскую формулу, особым поворотом: ветеран следственного дела Линкольн Райм (Дензел Вашингтон) парализованный в конечностях, может наставлять новичка Амелию Донахью (Анджелина Джоли) только в границах своей кровати. Это чувственная, ярко выраженная игра Вашингтона выделяет «Сборщика костей» из множества. Несмотря на их взаимоотношения, любовная история между Вашингтоном и Джоли временами перетекает в сентиментальность, но, к счастью, режиссёр Филип Нойс, вводит здоровые дозы комического, чтобы придерживать вещи на будущее. Действительно, даже самые тёмные, самые ужасающие сцены, сдобрены юмором, тем самым добавляя крупицу реализма, где детективы делают лучшее вопреки безысходному положению. «Сборщик костей» может быть и шаблонный, но много впитал хорошего. Оригинальный текст (англ.)The dark, drizzly, gritty feel of "The Bone Collector" is highly reminiscent of the setting of "Seven." Familiar also is the pairing of a veteran cop with a rookie to catch a serial killer — one who in this case happens to model his crimes on those in an old novel. However, "The Bone Collector" gives this standard, often tiresome Hollywood formula a unique twist: veteran forensic detective Lincoln Rhyme (Denzel Washington) is a quadriplegic who can mentor rookie Amelia Donaghy (Angelina Jolie) only from the confines of his bed. It is Washington's emotionally charged, fiercely convincing performance that makes "The Bone Collector" stand out from the pack. Despite their chemistry, the love story between Washington and Jolie descends at times into sentimentality, but fortunately director Philip Noyce injects healthy doses of comic relief to keep things in perspective. Indeed even the darkest, most horrific scenes, are leavened with humor, thereby adding an element of realism as the detectives make the best of an otherwise bleak situation. "The Bone Collector" may be formulaic—but many good recipes are.